# Прокатный валок
Прокатный валок — рабочая часть прокатного стана.
Проходя между прокатными валками, металл обжимается (уменьшается высота поперечного сечения проката) и вытягивается (увеличивается длина проката), приобретая при этом требуемую форму и размеры.
Прокатный валок состоит из:
- бочки — рабочая часть, непосредственно касается металла и производит его деформацию;
- шеек — опорная часть, устанавливается на подшипники;
- приводных концов — служат для соединения с приводом через муфту или шпиндель.

В зависимости от типа используемых подшипников бывают конусными (под подшипники жидкостного трения) или цилиндрическими (под подшипники качения).
Приводной конец может иметь разное сечение в зависимости от типа стана и его мощности: квадратное, трефовое, с двумя лысками, со шпоночными канавками, со шлицом, с лопастью или быть просто цилиндрическим.
В зависимости от назначения валки бывают профилированными (для сортового проката) и непрофилированным (для листового проката).
Прокатные рабочие валки изготавливаются из чугуна, а прокатные опорные валки — из стали, так как поверхность рабочих валков должна иметь большую твёрдость.

## Ичточники
- А. И. Скиндер, Д. И. Менделеев. Вальцы прокатные // Энциклопедический словарь Брокгауза и Ефрона : в 86 т. (82 т. и 4 доп.). — СПб., 1890—1907.
- Валки прокатные // Большая советская энциклопедия : [в 30 т.] / гл. ред.  А. М. Прохоров. — 3-е изд. — М. : Советская энциклопедия, 1969—1978.
- Калибровка прокатных валков : справочник / В. В. Гетманец, А. Ф. Вавилов, С. В. Седуш, В. Л. Романченко. — Донецк, 2006. — 353 с.